# Mammisi

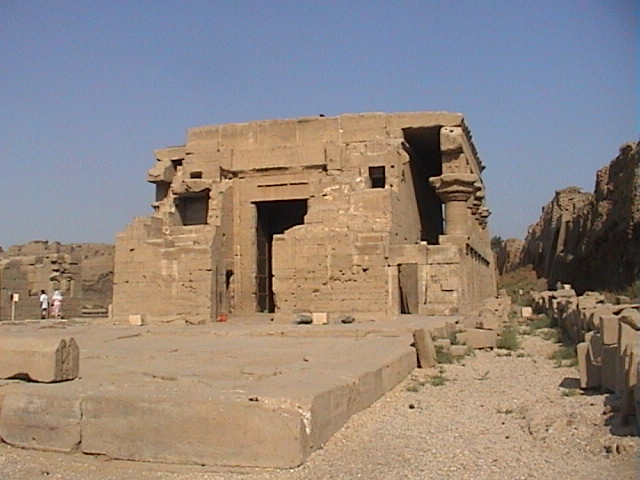
De Romeinse Mammisi van Dendera

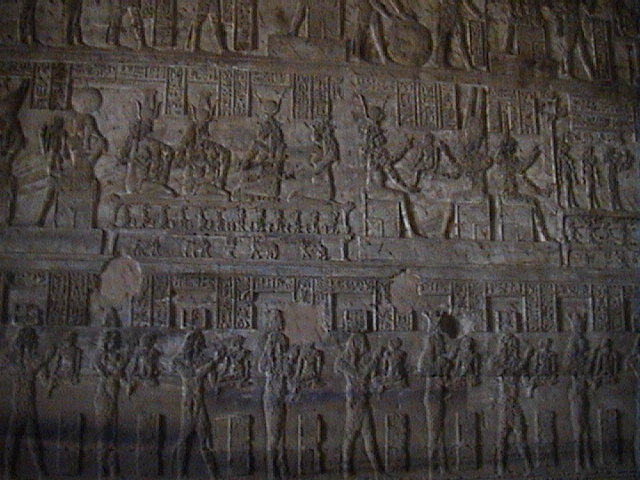
Wandreliëf in de mammisi van Dendera

Mammisi of 'geboortehuis' is een kleine tempel waarin de geboorte van een zoon van een god en godin werd gevierd. Dit gebeurde eens per jaar. Ook werd de goddelijke afkomst van de farao benadrukt. Het gebouw behoorde in de Late periode en de Grieks-Romeinse periode bij de hoofdtempel. 
Het woord mammisi werd door Champollion afgeleid uit het Koptisch. 
Enkele belangrijke mammisi's zijn te vinden in:
- Dendera. Geboorte van Ihy. Op het terrein bevinden zich twee mammisi's. De oudste is uit de regeringsperiode van Nectanebo I, waaraan later door enkele Ptolemaeen verder werd gewerkt. Ihy is echter niet als zoon van Horus afgebeeld, maar van Amon. De goden Chnoem en Heket spelen ook een rol bij de verwekking. Door de bouw van een omheiningsmuur rond de Hathor-tempel was echter een nieuwe  mammisi noodzakelijk. Deze is gebouwd in de Romeinse tijd. Op een kapiteel van een zuil stond de beschermgod Bes (geassocieerd met bevallingen) afgebeeld.
- Edfu. Geboorte van Harsomptus. Op de wanden van het gebouw worden diverse rituelen van Ptolemaeus VIII Euergetes II afgebeeld.
- Philae. Geboorte van Horus. Een Ptolemaeïsche mammisi gewijd aan Isis-Hathor met taferelen die plaatsvinden in moerassen waar Horus door Isis gevoed wordt.
- Kom Ombo. Geboorte van Panebtawy (heerser over twee landen), zoon van Haroeris (Horus de oudere) en Tasenetnofret (goede zuster). De mammisi werd opgericht door Ptolemaeus VIII Euergetes II. Van het gebouw is slechts de achtermuur bewaard gebleven.

De zoon van Horus en Hathor had verschillende namen: Ihy, Panebtawy of Harsomptus.